# Terroryzm morski
Terroryzm morski – planowany i zorganizowany atak przemocy wynikający z motywów politycznych, religijnych i ideologicznych, wymierzony przeciwko osobom, statkom, obiektom portowym, instalacjom na morzu. Ma on na celu wymuszenie na władzach państwowych, społeczeństwach lub osobach określonych zachowań, ustępstw lub świadczeń finansowych.

## Wybrane akty terroryzmu morskiego[2]
| Data ataku | Obiekty ataku terrorystycznego                |
| ---------- | --------------------------------------------- |
| 1979       | Atak bombowy na jacht lorda Mountbattena      |
| 1985       | Porwanie statku pasażerskiego Achille Lauro   |
| 2000       | Atak samobójczy na okręt amerykański USS Cole |
| 2000,2001  | Zatopienie okrętów SM Sri Lanki               |
| 2001,2007  | Ataki na okręty izraelskie                    |
| 2002       | Atak samobójczy na tankowiec Limburg          |
| 2004       | Atak na prom Super Ferry                      |

## Podstawowe elementy terroryzmu morskiego
Analiza dotychczasowych obiektów ataku, specyfiki transportu morskiego oraz charakteru typowych morskich budowli hydrotechnicznych pozwala wytypować najbardziej prawdopodobne obiekty ataków terrorystycznych na obszarach morskich:
- jednostki transportujące surowce energetyczne;
- statki przewożące materiały niebezpieczne (chemikaliowce);
- statki pasażerskie;
- okręty;
- porty i instalacje portowe lub przeładunkowe oraz instalacje przesyłowe;
- platformy wiertnicze i inne morskie budowle hydrotechniczne (przede wszystkim mosty nad cieśninami i zatokami).

Ze względu na cel przeprowadzonych ataków można podzielić je na :
- medialne (obiektem są np. statki pasażerskie);
- propagandowe (np. wymierzone w okręty, w przypadku terrorystów islamskich dotyczy to przede wszystkim państw zachodnich);
- ekonomiczne: (dokonywane w celach zdobycia środków finansowych na działalność terrorystyczną; nakierowaną na statki przewożące surowce energetyczne, infrastrukturę portową i przesyłową surowców energetycznych oraz platformy wiertnicze; zakłócenie wymiany towarowej w portach i terminalach)
- przygotowawczo szkoleniowe.

Uwzględniając rejon potencjalnych ataków terrorystycznych, są to przede wszystkim :
- redy lub podejścia do portów,
- obiekty portowe lub terminale,
- akweny ścieśnione i podejścia do tych akwenów charakteryzujące się dużą intensywnością strumieni żeglugowych,
- światowe lub regionalne węzły żeglugowe,
- obszary intensywnej eksploatacji morskich zasobów ropy naftowej i gazu ziemnego.